# Éowyn
Éowyn est un personnage de fiction apparaissant dans le roman Le Seigneur des anneaux de l'écrivain britannique J. R. R. Tolkien.
Appartenant à la noblesse des Rohirrim, la dame Éowyn soigna pendant des années son oncle Théoden, ce dernier étant influencé secrètement par Saruman. Déguisée en homme, elle participe à la guerre de l'Anneau et, au cours de la bataille des Champs du Pelennor elle combat, aidée de Meriadoc Brandibouc, le Roi-Sorcier d'Angmar, chef des Nazgûl et principal serviteur de Sauron, pour finalement le vaincre. Après la guerre, elle épouse le prince Faramir du Gondor.
Le personnage d'Éowyn apparaît dans de nombreuses adaptations.

## Description
Éowyn est décrite comme une jeune femme blonde de haute taille, d'une grande beauté mais au regard dur et à l'humeur quelque peu attristée par les malheurs de son peuple, et notamment celui du vieux roi Théoden de Rohan qu'elle aime avec tendresse et dont elle s'occupe à Meduseld.

« Son visage était fort beau, et sa longue chevelure telle une rivière dorée. Grande et mince elle était, dans sa robe blanche ceinte d’argent ; mais elle paraissait forte, et dure comme l’acier, une fille de rois. [...] belle et froide, comme une pâle matinée de printemps qui n’eût pas encore été faite femme. »

— J. R. R. Tolkien, Le Seigneur des anneaux.

### Famille et généalogie
Éowyn appartient à la noblesse des Rohirrim. Par sa mère, elle est la nièce du roi du Rohan Théoden, tandis que son père Éomund d'Estfold est un descendant d'Éofor, fils du roi Brego.
|          |          | Thengel  | Thengel  | Thengel  | Thengel  | Thengel | Thengel |                         |                         | Morwen de Lossarnach    | Morwen de Lossarnach    | Morwen de Lossarnach    | Morwen de Lossarnach    | Morwen de Lossarnach | Morwen de Lossarnach |                  |                  |       |       |        |        |        |        |        |        |         |         |         |         |         |         |         |         |         |         |         |         |  |  |
|          |          | Thengel  | Thengel  | Thengel  | Thengel  | Thengel | Thengel |                         |                         | Morwen de Lossarnach    | Morwen de Lossarnach    | Morwen de Lossarnach    | Morwen de Lossarnach    | Morwen de Lossarnach | Morwen de Lossarnach |                  |                  |       |       |        |        |        |        |        |        |         |         |         |         |         |         |         |         |         |         |         |         |  |  |
|          |          |          |          |          |          |         |         |                         |                         |                         |                         |                         |                         |                      |                      |                  |                  |       |       |        |        |        |        |        |        |         |         |         |         |         |         |         |         |         |         |         |         |  |  |
|          |          |          |          |          |          |         |         |                         |                         |                         |                         |                         |                         |                      |                      |                  |                  |       |       |        |        |        |        |        |        |         |         |         |         |         |         |         |         |         |         |         |         |  |  |
| Théoden  | Théoden  | Théoden  | Théoden  | Théoden  | Théoden  |         |         |                         |                         |                         |                         | Théodwyn                | Théodwyn                | Théodwyn             | Théodwyn             | Théodwyn         | Théodwyn         |       |       | Éomund | Éomund | Éomund | Éomund | Éomund | Éomund |         |         |         |         |         |         |         |         |         |         |         |         |  |  |
| Théoden  | Théoden  | Théoden  | Théoden  | Théoden  | Théoden  |         |         |                         |                         |                         |                         | Théodwyn                | Théodwyn                | Théodwyn             | Théodwyn             | Théodwyn         | Théodwyn         |       |       | Éomund | Éomund | Éomund | Éomund | Éomund | Éomund |         |         |         |         |         |         |         |         |         |         |         |         |  |  |
|          |          |          |          |          |          |         |         |                         |                         |                         |                         |                         |                         |                      |                      |                  |                  |       |       |        |        |        |        |        |        |         |         |         |         |         |         |         |         |         |         |         |         |  |  |
|          |          |          |          |          |          |         |         |                         |                         |                         |                         |                         |                         |                      |                      |                  |                  |       |       |        |        |        |        |        |        |         |         |         |         |         |         |         |         |         |         |         |         |  |  |
| Théodred | Théodred | Théodred | Théodred | Théodred | Théodred |         |         | Lothíriel de Dol Amroth | Lothíriel de Dol Amroth | Lothíriel de Dol Amroth | Lothíriel de Dol Amroth | Lothíriel de Dol Amroth | Lothíriel de Dol Amroth |                      |                      | Éomer            | Éomer            | Éomer | Éomer | Éomer  | Éomer  |        |        | Éowyn  | Éowyn  | Éowyn   | Éowyn   | Éowyn   | Éowyn   |         |         | Faramir | Faramir | Faramir | Faramir | Faramir | Faramir |  |  |
| Théodred | Théodred | Théodred | Théodred | Théodred | Théodred |         |         | Lothíriel de Dol Amroth | Lothíriel de Dol Amroth | Lothíriel de Dol Amroth | Lothíriel de Dol Amroth | Lothíriel de Dol Amroth | Lothíriel de Dol Amroth |                      |                      | Éomer            | Éomer            | Éomer | Éomer | Éomer  | Éomer  |        |        | Éowyn  | Éowyn  | Éowyn   | Éowyn   | Éowyn   | Éowyn   |         |         | Faramir | Faramir | Faramir | Faramir | Faramir | Faramir |  |  |
|          |          |          |          |          |          |         |         |                         |                         |                         |                         |                         |                         |                      |                      |                  |                  |       |       |        |        |        |        |        |        |         |         |         |         |         |         |         |         |         |         |         |         |  |  |
|          |          |          |          |          |          |         |         |                         |                         |                         |                         | Elfwine le blond        | Elfwine le blond        | Elfwine le blond     | Elfwine le blond     | Elfwine le blond | Elfwine le blond |       |       |        |        |        |        |        |        | Elboron | Elboron | Elboron | Elboron | Elboron | Elboron |         |         |         |         |         |         |  |  |

### Noms et titres
Tolkien prétendait que Le Seigneur des anneaux était une traduction en anglais d'un récit en occidentalien. Le rohirique, langue des Rohirrim, entretient avec l'occidentalien des rapports similaires à ceux reliant l'anglais moderne au vieil anglais, et les noms des Rohirrim sont donc tous dans cette dernière langue. Éowyn signifie « joie du cheval », de eoh « cheval » et wyn « joie, plaisir ». Son nom en rohirique « véritable » n'est pas mentionné.
Elle porte les titres de « Dame du Rohan », (ou « blanche dame du Rohan » pour Faramir), « Dame de l'Ithilien » ou « Dame d'Emyn Arnen ». Théoden l'appelle parfois « fille-sœur ».
Elle prit le nom de Dernhelm lorsqu'elle se déguisa en homme pour suivre l'armée du royaume de Rohan, ce qui signifie « heaume du secret »

## Histoire
Éowyn apparaît dans Les Deux Tours et Le Retour du roi.
Née en 2995 T. Â., Éowyn perdit son père Éomund, maréchal de la Marche, dès 3002 T. Â., tué par des Orques. Sa mère Théodwyn décéda peu après. À l'âge de sept ans, Éowyn et son frère aîné Éomer partirent vivre à Meduseld auprès de leur oncle Théoden et de leur cousin Théodred. En 3014, le roi Théoden tomba malade, empoisonné par son conseiller Gríma Langue-de-Serpent, qui servait le magicien Saruman. Éowyn fut obligée de rester au palais pour soigner le roi, alors que son frère et son cousin combattaient pour défendre les frontières du Rohan.
Le 25 février 3019, Théodred fut tué lors de la première bataille des Gués de l'Isen. Le 2 mars, Éowyn vit l'arrivée à Meduseld de Gandalf, Aragorn, Legolas et Gimli. Gandalf libéra Théoden de l'emprise de Saruman, alors qu'Éowyn demeurait fascinée par Aragorn.
Éowyn tomba amoureuse d'Aragorn, descendant d'Isildur. Mais elle n'aimait de lui qu'un espoir de renom et le cœur de celui-ci était déjà lié par l'amour qu'il vouait à Arwen Undómiel depuis leur rencontre à Imladris bien des années auparavant et leur serment prononcé en Lothlórien.
Déguisée en cavalier et sous le nom de Dernhelm, elle participa secrètement à la bataille des Champs du Pelennor le 15 mars 3019 T. Â., accompagnée de Merry, son fidèle ami. Elle fut confrontée au seigneur des Nazgûl, le Roi-Sorcier d'Angmar, qu'elle détruisit avec l'aide de Merry, accomplissant ainsi la prophétie de Glorfindel selon laquelle le seigneur des Nazgûl ne serait pas tué par un homme. Son oncle Théoden s'écroula sous le poids de son cheval Nivacrin et mourut.
Amenée aux Maisons de Guérison, elle y rencontra Faramir, intendant de Gondor depuis la mort de son père Denethor II. Elle l'épousa en 3020 T. Â. et partit vivre en Ithilien, à la frontière nord-est du Gondor.

## Adaptations

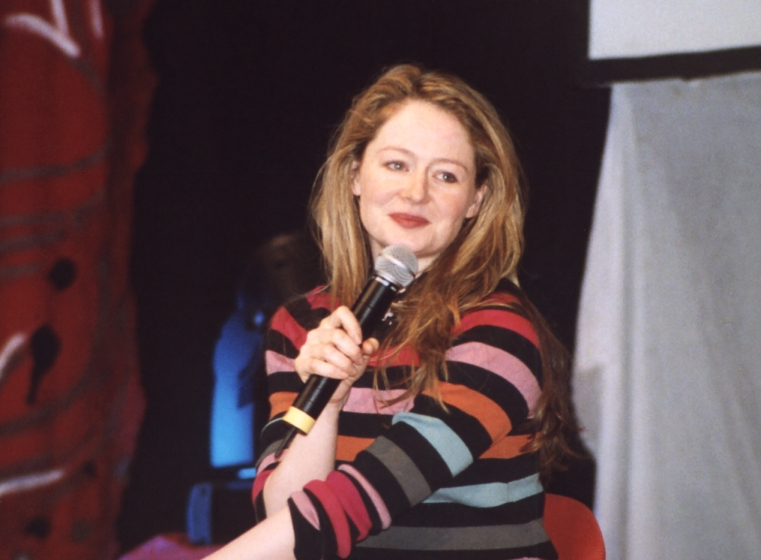
Miranda Otto en 2006 à Fulda.

À la radio, dans l'adaptation de 1955 par la BBC, Olive Gregg prête sa voix à Éowyn, tandis que dans l'adaptation américaine de 1979, c'est Karen Hurley. Dans celle de 1981, Elin Jenkins lui prête sa voix.
Éowyn apparaît brièvement dans le dessin animé Le Seigneur des anneaux de Ralph Bakshi, mais sans dialogue, tandis que Nellie Bellflower lui prête sa voix dans The Return of the King, le dessin animé de 1980. Dans la trilogie Le Seigneur des anneaux de Peter Jackson, Éowyn est interprétée par Miranda Otto : l'une des différences entre le livre et les films est notamment qu'elle ne se fait jamais passer pour le soldat Dernhelm durant la Bataille des Champs du Pelennor.
Éowyn a inspiré de nombreux illustrateurs : John Howe (surtout sous l'apparence de Dernhelm), Anke Katrin Eissmann (notamment avec Faramir), Ted Nasmith… Elle apparaît aussi dans le calendrier de 1994 de Michael William Kaluta.
Games Workshop a également réalisé quatre figurines d'Éowyn. La première, pour la seconde édition du jeu de batailles Le Seigneur des Anneaux, illustre Eowyn dans les cavernes scintillantes, lors de la bataille du Gouffre de Helm. Cette scène n'apparaît pas dans la version finale du film de Peter Jackson. La seconde la représente accompagnée de Merry en train de combattre le Roi-Sorcier d'Angmar, l'autre sous l'apparence de Dernhelm, à pied et à cheval et la troisième la représente, lorsque, blessée par son combat contre le Roi-Sorcier, Gothmog tente de la tuer et qu'Aragorn et Gimli la sauvent.